# Mini WRC Team
El Mini WRC Team fue un equipo privado británico, inicialmente equipo oficial de Mini, que compitió en el Campeonato Mundial de Rally. Tenía su sede en Banbury (Inglaterra) y contaba con David Richards como jefe de equipo y con Prodrive para la gestión y mantenimiento de sus vehículos. 
El equipo debutó en el Rally de Cerdeña de 2011 y solamente participó en varias pruebas del calendario. En 2012 planeó afrontar la temporada al completo pero tras los desacuerdos con BMW el equipo de nuevo solo realizó pruebas sueltas, generalmente sobre asfalto.

## Historia

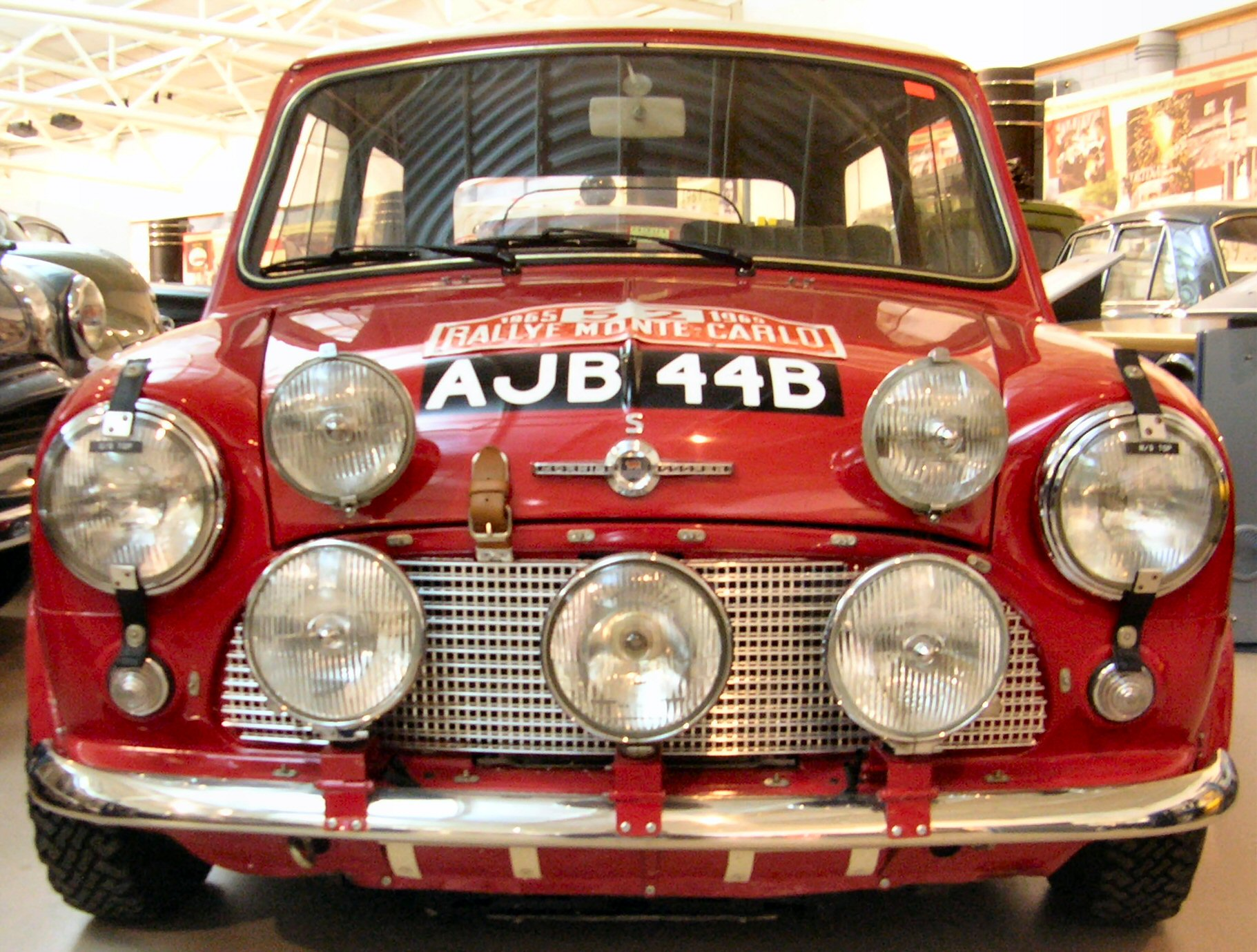
Mini Cooper S, vencedor de la edición de 1965 del Rally de Monte Carlo.

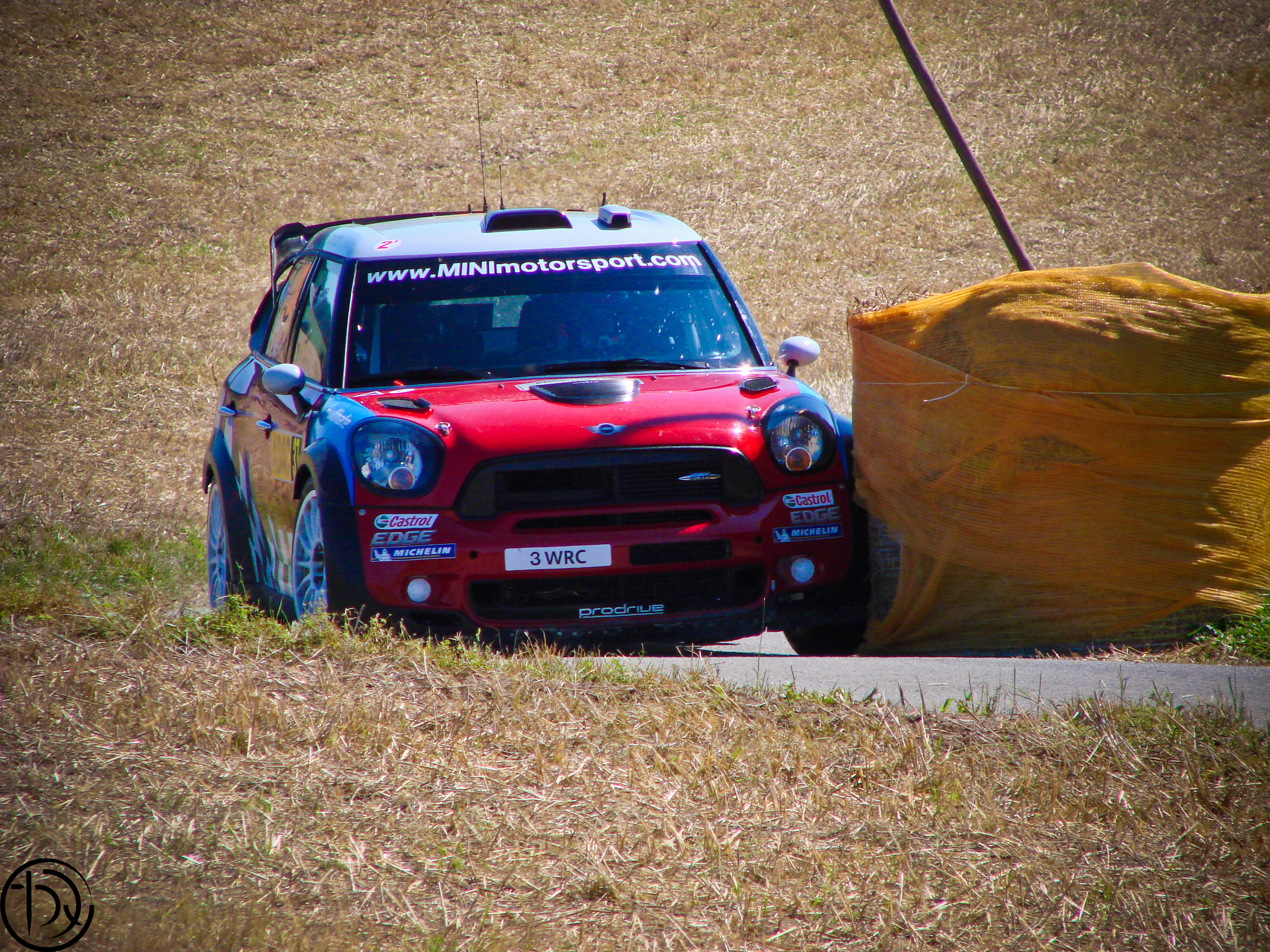
Sordo en Alemania, donde finalizó tercero logrando el primer podio del equipo.

Las primeras apariciones de MINI se remontan a la década de los 60 y concretamente en el Rally de Monte Carlo, donde ganó las ediciones de 1964, 1965 y 1967. En 1965 ganó además el Campeonato de Europa de Rally y varias pruebas: Rally de los 1000 Lagos, pilotado por Timo Makinen, Rally RAC pilotado por Rauno Aaltonen y el Rally Acrópolis.

### Regreso
En 2009 la factoría alemana BMW, propietaria del MINI en la actualidad, planeó regresar a la competición junto al preparador inglés Prodrive, primeramente con un pequeño programa en 2011 y finalmente afrontar el calendario completo del WRC para la temporada 2012.
Prodrive comenzó a trabajar sobre el vehículo, en enero de 2009. Los primeros test con el Mini John Cooper Works WRC se realizaron en Portugal, España e Italia a finales de 2010 que fue probado por diferentes pilotos como Andy Priaulx.

### Presentación
Finalmente el equipo presentó su vehículo el 11 de abril de 2011 en la sede del equipo en Oxford, Reino Unido confirmando su estreno en el Rally de Cerdeña.

## Trayectoria

### 2011
Hizo su estreno en el Rally de Cerdeña, donde sumó sus primeros puntos con un sexto puesto. En el Rally de Alemania el equipo obtuvo su primer podio gracias a la tercera plaza obtenida por el piloto español Dani Sordo. En siguiente rally, en el Rally de Alsacia, Sordo mejoró el resultado de Alemania, y logró terminar segundo tras Ogier, estando muy cerca de la victoria, finalizando a solo seis segundos del francés.
En el Rally de España, los dos pilotos de Mini logran finalizar cuarto y quinto, además Meeke, consiguió sumar tres puntos extras al ganar el Power Stage. En la última prueba del año, el Rally de Gran Bretaña, Sordo sufrió un pequeño accidente que casi lo obliga a retirarse por lo que solo pudo finalizar vigésimo. Por su parte Meeke, mejoró su resultado de España terminando cuarto, gracias en parte a los abandonos de Loeb, Hirvonen y Ogier.

### 2012
Para la temporada 2012 el equipo mantuvo a Sordo pero no renovó a Kris Meeke, que en su lugar compitió primeramente el francés Pierre Campana en Montecarlo y Patrik Sandell en Suecia.
En el mes de febrero justo en el inicio del Rally de Suecia, la marca BMW y Prodrive rompieron lazos comerciales, por lo que dejó al equipo Mini WRC Team fuera del campeonato de constructores y su lugar será ocupado por el WRC Team Mini Portugal, que se convierte en el equipo oficial de Mini.

## Resultados

### Campeonato Mundial de Rally
| Año  | Vehículo                   | Pilotos        | 1       | 2       | 3       | 4       | 5     | 6      | 7     | 8   | 9     | 10  | 11      | 12  | 13  | Posi. | Puntos | Posi. | Puntos |
| ---- | -------------------------- | -------------- | ------- | ------- | ------- | ------- | ----- | ------ | ----- | --- | ----- | --- | ------- | --- | --- | ----- | ------ | ----- | ------ |
| 2011 | Mini John Cooper Works WRC | Dani Sordo     | ITA 6   | FIN Ret | DEU 3   | FRA 2   | ESP 4 | GBR 20 |       |     |       |     |         |     |     | 8º    | 59     | -     | -      |
| 2011 | Mini John Cooper Works WRC | Kris Meeke     | ITA Ret | FIN Ret | DEU Ret | FRA Ret | ESP 5 | GBR 4  |       |     |       |     |         |     |     | 11º   | 25     | -     | -      |
| 2012 | Mini John Cooper Works WRC | Dani Sordo     | MON 2   | SWE Ret | MEX     | POR 11  | ARG   | GRE    | NZL 6 | FIN | DEU 9 | GBR | FRA Ret | ITA | ESP | 10º   | 31     | 4º†   | 26     |
| 2012 | Mini John Cooper Works WRC | Pierre Campana | MON 7   | SWE     | MEX     | POR     | ARG   | GRE    | NZL   | FIN | DEU   | GBR | FRA     | ITA | ESP | 17º   | 6      | 4º†   | 26     |
| 2012 | Mini John Cooper Works WRC | Patrik Sandell | MON     | SWE 8   | MEX     | POR Ret | ARG   | GRE    | NZL   | FIN | DEU   | GBR | FRA     | ITA | ESP | 19º   | 4      | 4º†   | 26     |